# Cheval (Florida)
Cheval ist  ein census-designated place (CDP) im Hillsborough County im US-Bundesstaat Florida mit 12.522 Einwohnern (Stand: 2020).

## Geographie
Cheval liegt rund 15 km nördlich von Tampa. Der CDP wird von den Florida State Roads 568 (Veterans Expressway, mautpflichtig), 589 (Suncoast Parkway, mautpflichtig) und 597 durchquert bzw. tangiert.

## Demographische Daten
Laut der Volkszählung 2010 verteilten sich die damaligen 10.702 Einwohner auf 4.826 Haushalte. Die Bevölkerungsdichte lag bei 618,6 Einw./km². 80,3 % der Bevölkerung bezeichneten sich als Weiße, 7,6 % als Afroamerikaner, 0,3 % als Indianer und 6,1 % als Asian Americans. 2,8 % gaben die Angehörigkeit zu einer anderen Ethnie und 3,0 % zu mehreren Ethnien an. 18,8 % der Bevölkerung bestand aus Hispanics oder Latinos.
Im Jahr 2010 lebten in 35,7 % aller Haushalte Kinder unter 18 Jahren sowie 17,7 % aller Haushalte Personen mit mindestens 65 Jahren. 65,3 % der Haushalte waren Familienhaushalte (bestehend aus verheirateten Paaren mit oder ohne Nachkommen bzw. einem Elternteil mit Nachkomme). Die durchschnittliche Größe eines Haushalts lag bei 2,43 Personen und die durchschnittliche Familiengröße bei 3,01 Personen.
27,5 % der Bevölkerung waren jünger als 20 Jahre, 25,4 % waren 20 bis 39 Jahre alt, 31,9 % waren 40 bis 59 Jahre alt und 15,4 % waren mindestens 60 Jahre alt. Das mittlere Alter betrug 39 Jahre. 48,1 % der Bevölkerung waren männlich und 51,9 % weiblich.
Das durchschnittliche Jahreseinkommen lag bei 61.521 $, dabei lebten 7,5 % der Bevölkerung unter der Armutsgrenze.
Im Jahr 2000 war Englisch die Muttersprache von 89,85 % der Bevölkerung, spanisch sprachen 9,64 % und 0,51 % sprachen deutsch.